# Belvosia recticornis
Belvosia recticornis är en tvåvingeart som först beskrevs av Macquart 1855.  Belvosia recticornis ingår i släktet Belvosia och familjen parasitflugor. Inga underarter finns listade i Catalogue of Life.